# Mostra de Venise 2014
La Mostra de Venise 2014 — ou la 71e édition de la Mostra de Venise ou encore la 71e édition du Festival international du film de Venise (en italien : 71ª edizione della Mostra internazionale d'arte cinematografica) — est un festival de cinéma international qui s'est tenu à Venise en Italie du 27 août au 6 septembre 2014.
Le jury international a été présidé par le compositeur français Alexandre Desplat.
C'est l'actrice italienne Luisa Ranieri qui fut la maîtresse de cérémonie.
Le festival s'est ouvert avec le film américain Birdman, d'Alejandro González Iñárritu présenté en compétition officielle, et clos par The Golden Era, un film hors compétition sino-hong-kongais d'Ann Hui, également présidente du jury Orizzonti.
Le Lion d'or a été attribué au long métrage suédois Un pigeon perché sur une branche philosophait sur l'existence de Roy Andersson.

## Déroulement et faits marquants
Le 18 juin 2014 les organisateurs de la Mostra de Venise annoncent que c'est Ann Hui qui présidera le jury de la section Orizzonti.
C'est le 23 juin 2014 qu'est annoncé le nom du président du jury des longs métrages, un an après Bernardo Bertolucci. Il s'agit du compositeur Alexandre Desplat. À noter que Tim Roth et Elia Suleiman, membres de son jury, avaient déjà été co-jurés pour la compétition des longs métrages lors du Festival de Cannes 2006.
Le 10 juillet 2014 est annoncé que c'est le film Birdman de Alejandro González Iñárritu qui ouvrira la 71e édition de la Mostra de Venise. Le film sera également en compétition pour le Lion d'or.
Les deux Lion d'or pour la carrière sont dévoilés le 18 juillet 2014 : il s'agit Thelma Schoonmaker et Frederick Wiseman. Le 8 août, l'Américain James Franco remporte le Prix Jaeger-LeCoultre Glory to the Filmmaker pour sa contribution originale au cinéma contemporain avec son film The Sound and the Fury,.
Les sélections ont été annoncées le 24 juillet 2014,.

## Jurys

### Jury international

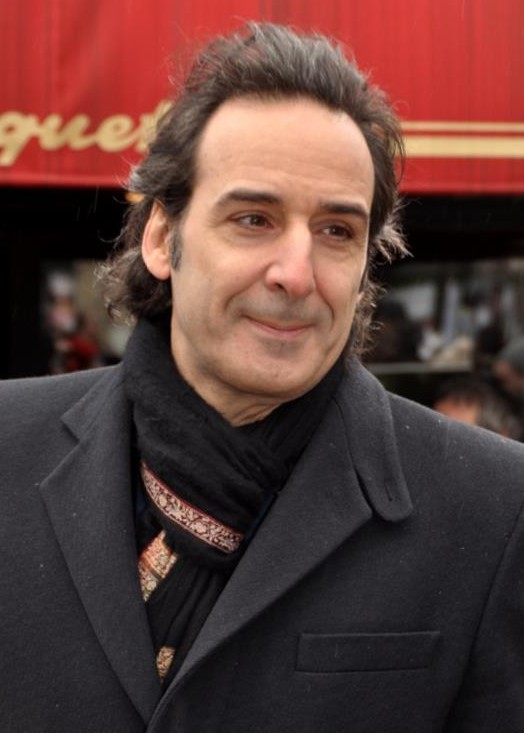
Alexandre Desplat, président du jury de la 71e Mostra de Venise.

- Alexandre Desplat : compositeur  France (président du jury)
- Joan Chen : actrice et réalisatrice  Chine
- Philip Gröning : réalisateur  Allemagne
- Jessica Hausner : réalisatrice  Autriche
- Jhumpa Lahiri : scénariste  États-Unis
- Sandy Powell : costumière  Royaume-Uni
- Tim Roth : acteur  Royaume-Uni
- Elia Suleiman : réalisateur  Palestine
- Carlo Verdone : acteur et réalisateur  Italie

### Jury du Prix Horizon
- Ann Hui : réalisatrice  Hong Kong (présidente du jury)
- Moran Atias : actrice  Israël

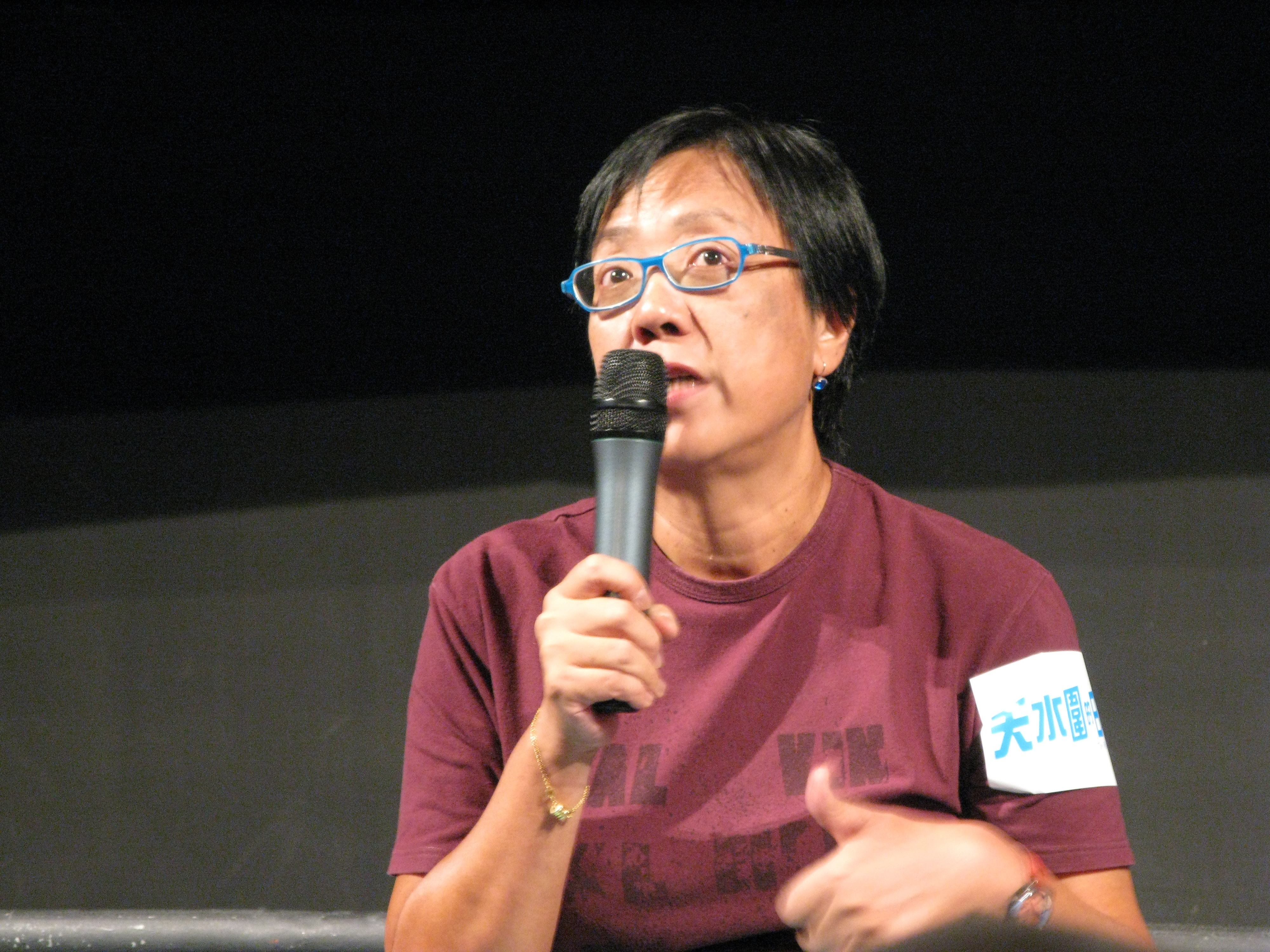
Ann Hui, présidente du jury Orizzonti.

- Pernilla August : actrice et réalisatrice  Suède
- David Chase : scénariste, réalisateur et producteur de télévision  États-Unis
- Mahamat Saleh Haroun : réalisateur  Tchad  France
- Roberto Minervini : réalisateur et scénariste  Italie  États-Unis
- Alin Tasçiyan : correspondant, critique et éditorialiste  Turquie

### Jury du Prix Luigi De Laurentiis

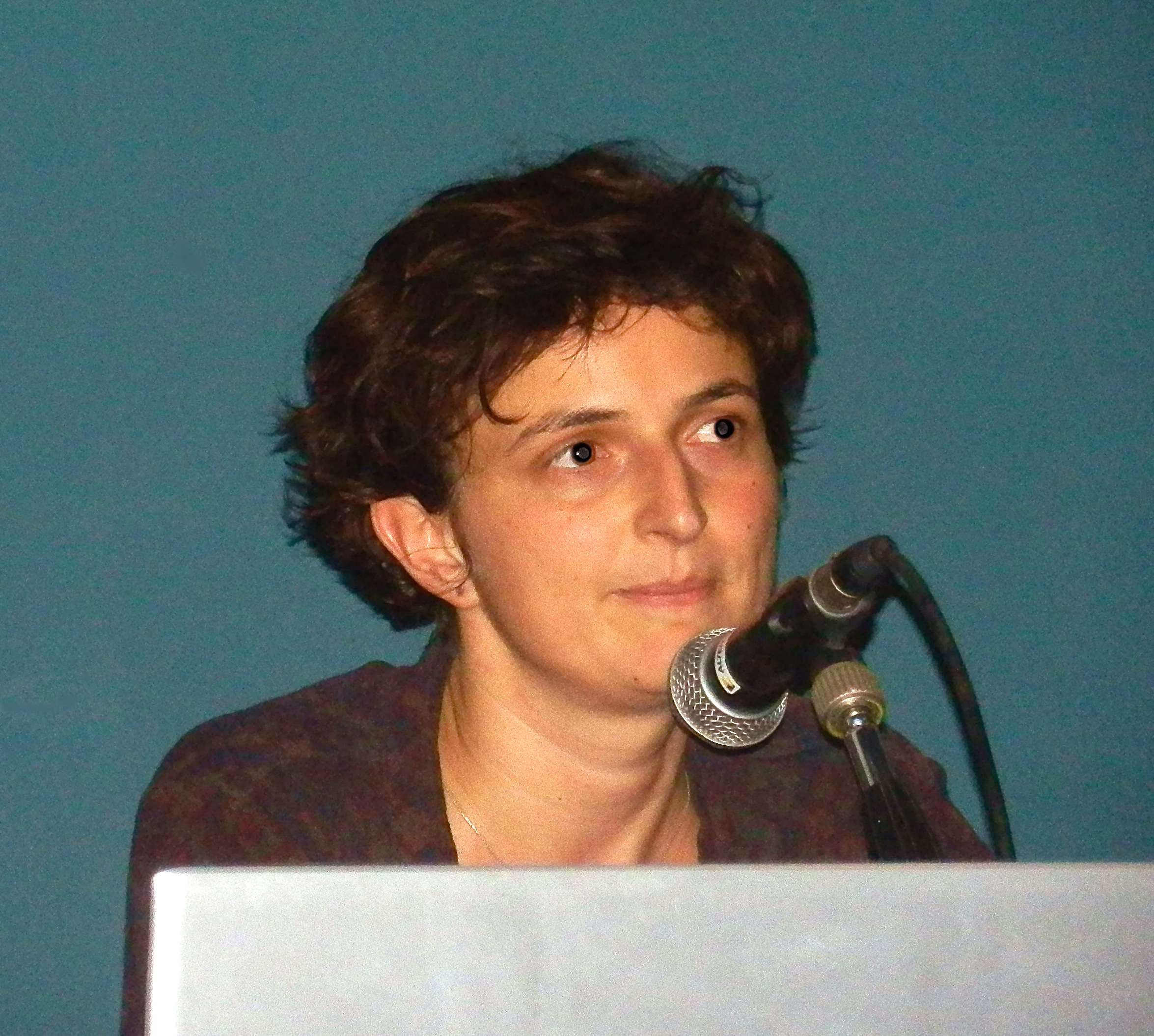
Alice Rohrwacher, présidente du jury Luigi De Laurentiis.

- Alice Rohrwacher : réalisatrice et scénariste  Italie (présidente du jury)
- Lisandro Alonso : réalisateur  Argentine
- Ron Mann : réalisateur et producteur  Canada
- Vivian Qu : productrice et réalisatrice  Chine
- Răzvan Rădulescu : écrivain, scénariste et réalisateur  Roumanie

## Sélection

### En compétition
Films présentés en compétition.
| Titre | Réalisation                 | Pays                                           | Distribution                                                                                            |
| --- | --------------------------- | ---------------------------------------------- | --- |
| 99 Homes | Ramin Bahrani               | États-Unis                                     | Andrew Garfield, Michael Shannon, Laura Dern, Noah Lomax                                                |
| Un pigeon perché sur une branche philosophait sur l'existence (En Duva Satt På en Gren och Funderade På Tillvaron)   | Roy Andersson               | Suède                                          | Holger Andersson, Nisse Vestblom                                                                        |
| Les Âmes noires | Francesco Munzi             | Italie France                                  | Marco Leonardi, Peppino Mazzotta, Fabrizio Ferracane, Anna Ferruzzo, Barbora Bobulova                   |
| Birdman (film d'ouverture)                                                                                           | Alejandro González Iñárritu | États-Unis                                     | Michael Keaton, Zach Galifianakis, Edward Norton, Andrea Riseborough, Amy Ryan, Emma Stone, Naomi Watts |
| The Cut | Fatih Akın                  | Allemagne France Italie Canada Pologne Turquie | Tahar Rahim, Akin Gazi, Simon Abkarian, George Georgiou (de)                                            |
| Le Dernier Coup de marteau                                                                                           | Alix Delaporte              | France                                         | Romain Paul, Clotilde Hesme, Grégory Gadebois, Candela Peña, Tristán Ulloa                              |
| Fires on the Plain (Nobi)                                                                                            | Shinya Tsukamoto            | Japon                                          | Shinya Tsukamoto, Yusaku Mori, Yuko Nakamura, Tatsuya Nakamura, Lily Franky                             |
| Good Kill | Andrew Niccol               | États-Unis                                     | Ethan Hawke, Bruce Greenwood, January Jones, Zoë Kravitz, Jake Abel                                     |
| Hungry Hearts | Saverio Costanzo            | Italie                                         | Adam Driver, Alba Rohrwacher, Roberta Maxwell                                                           |
| Leopardi, Il giovane favoloso (Il giovane favoloso)                                                                  | Mario Martone               | Italie                                         | Elio Germano, Michele Riondino, Massimo Popolizio, Anna Mouglalis, Valerio Binasco, Isabella Ragonese   |
| The Look of Silence                                                                                                  | Joshua Oppenheimer          | Danemark                                       | (film documentaire)                                                                                     |
| Loin des hommes | David Oelhoffen             | France                                         | Viggo Mortensen, Reda Kateb                                                                             |
| Manglehorn | David Gordon Green          | États-Unis                                     | Al Pacino, Holly Hunter, Harmony Korine, Chris Messina                                                  |
| Pasolini | Abel Ferrara                | France Belgique Italie                         | Willem Dafoe, Riccardo Scamarcio, Ninetto Davoli, Valerio Mastandrea, Maria de Medeiros, Adriana Asti   |
| Les nuits blanches du facteur (Белые ночи почтальона Алексея Тряпицына, Belye Nochi Pochtalona Alekseya Tryapitsyna) | Andreï Kontchalovski        | Russie                                         | Aleksey Tryapitsyn, Irina Ermolova, Timur Bondarenko                                                    |
| La Rançon de la gloire                                                                                               | Xavier Beauvois             | France                                         | Benoît Poelvoorde, Roschdy Zem, Séli Gmach, Chiara Mastroianni, Nadine Labaki                           |
| Red Amnesia (闖入者, Chuangru Zhe)                                                                                   | Wang Xiaoshuai              | Chine                                          | Lü Zhong, Feng Yuanzheng, Amanda Qin, Qin Hao, Shi Liu                                                  |
| Sivas | Kaan Müjdeci                | Turquie                                        | Dogan Izci, Ezgi Ergin, Hasan Özdemir, Furkan Uyar                                                      |
| Tales (Ghesseha) | Rakhshan Bani E'Temad       | Iran                                           | Golab Adineh, Farhad Aslani, Mohammadreza Forootan, Mehdi Hashemi                                       |
| Trois cœurs | Benoît Jacquot              | France                                         | Benoît Poelvoorde, Charlotte Gainsbourg, Chiara Mastroianni, Catherine Deneuve                          |

### Hors compétition
Films présentés hors compétition.
| Titre                                              | Réalisation | Pays                               |
| -------------------------------------------------- | --- | ---------------------------------- |
| Les Boxtrolls (The Boxtrolls) (film d'animation)   | Graham Annable, Anthony Stacchi | Royaume-Uni                        |
| Burying the Ex                                     | Joe Dante | États-Unis                         |
| Dearest (Qin' ai de)                               | Peter Chan | Hong Kong Chine                    |
| Revivre                                            | Im Kwon-taek | Corée du Sud                       |
| Sous-sols (Im keller) (film documentaire)          | Ulrich Seidl | Autriche                           |
| Un giorno da italiani (film documentaire)          | Gabriele Salvatores | Italie Royaume-Uni                 |
| The Golden Era (Huangjin shidai) (film de clôture) | Ann Hui | Chine Hong Kong                    |
| The Humbling                                       | Barry Levinson | États-Unis                         |
| Nymphomaniac Volume II                             | Lars von Trier | Danemark Allemagne France Belgique |
| The Old Man of Belem (O velho do restelo)          | Manoel de Oliveira | Portugal France                    |
| Olive Kitteridge                                   | Lisa Cholodenko | États-Unis                         |
| Perez.                                             | Edoardo De Angelis | Italie                             |
| Broadway Therapy                                   | Peter Bogdanovich | États-Unis                         |
| The Sound and the Fury                             | James Franco | États-Unis                         |
| La Trattativa                                      | Sabina Guzzanti | Italie                             |
| Tsili                                              | Amos Gitai | Israël Russie Italie France        |
| Words With Gods                                    | Guillermo Arriaga, Emir Kusturica, Amos Gitai, Mira Nair, Warwick Thornton, Hector Babenco, Bahman Ghobadi, Hideo Nakata, Alex De La Iglesia | Mexique États-Unis                 |
| La Zuppa del Demonio (film documentaire)           | David Ferraro | Italie                             |

### Orizzonti

#### Longs métrages
- Theeb de Naji Abu Nowar  Jordanie  Émirats arabes unis  Qatar  Royaume-Uni
- Line of Credit (Kreditis Limiti) de Salomé Alexi  Géorgie  Allemagne  France
- Senza nessuna pietà de Michele Alhaique  Italie
- Cymbeline de Michael Almereyda  États-Unis
- La vita oscena de Renato De Maria  Italie
- Near Death Experience de Benoît Delépine et Gustave Kervern  France
- Réalité de Quentin Dupieux  France
- Goodnight Mommy (Ich seh/Ich seh) de Veronika Franz et Severin Fiala  Allemagne
- Hill of Freedom (Jayueui onduk) de Hong Sang-soo  Corée du Sud
- Bypass de Duane Hopkins  Royaume-Uni
- The President de Mohsen Makhmalbaf  Géorgie  France  Allemagne  Royaume-Uni
- Jackie and Ryan de Ami Canaan Mann  États-Unis
- Belluscone, una storia siciliana de Franco Maresco  Italie
- Nabat de Elchin Musaoglu  Azerbaïdjan
- Heaven Knows What de Josh Safdie et Ben Safdie  États-Unis  France
- These Are the Rules (Takva su pravila) de Ognjen Sviličić  Croatie  France  Serbie  Macédoine
- Court de Chaitanya Tamhane  Inde

#### Courts métrages
- 3/105 de Avelina Prat et Diego Opazo  Espagne
- Artă de Adrian Sitaru  Roumanie
- L'attesa del Maggio de Simone Massi  Italie
- La Bambina (Bache) de Ali Asgari  Iran  Italie
- Cams de Carl-Johan Westregard  Suède
- Castillo y El Armado de Pedro Harres  Brésil
- Daily Bread (Pat - Lehem) de Idan Hubel  Israël
- Era apocrypha de Brendan Sweeny  États-Unis
- Ferdinand Knapp de Andrea Baldini  France
- Great Heat (Da shu) de Tao Chen  Chine
- In Overtime (Fi al waqt al dae'a) de Rami Yasin  Jordanie  Palestine
- Lift You Up de Ramin Bahrani  États-Unis
- Mademoiselle de Guillaume Gouix  France
- Maryam de Sidi Saleh  Indonésie

#### Hors compétition
- Io sto con la sposa de Antonio Augugliaro, Gabriele Del Grande et Khaled Soliman Al Nassiry  Palestine  Italie

### Venezia Classici
- Arlecchino (1983) de Giuliano Montaldo  Italie (court métrage)
- Baisers volés (1968) de François Truffaut  France
- Blanches colombes et vilains messieurs (Guys and Dolls, 1955) de Joseph L. Mankiewicz  États-Unis
- Gelin (1973) de Lütfi Akad  Turquie
- L'amour existe (1960) de Maurice Pialat  France
- L'Audience (L'udienza, 1971) de Marco Ferreri  Italie
- L'avventura di un soldato (1962) de Nino Manfredi  Italie (court métrage)
- L'Homme de la plaine (The Man from Laramie, 1955) d'Anthony Mann  États-Unis
- La Chine est proche (La Cina è vicina, 1967) de Marco Bellocchio  Italie
- Le Masque de fer (The Iron Mask, 1929) d'Allan Dwan  États-Unis
- Les Contes d'Hoffmann (The Tales of Hoffmann, 1951) de Michael Powell et Emeric Pressburger  Royaume-Uni
- Les Innocents (The Innocents, 1961) de Jack Clayton  Royaume-Uni
- Macbeth (The Tragedy of Macbeth, 1971) de Roman Polanski  Royaume-Uni  États-Unis
- Maciste, Chasseur alpin (Maciste alpino, 1916) de Luigi Maggi  Italie
- Mouchette (1967) de Robert Bresson  France
- Only She Knows (Kanojo dake ga shitte iru, 1960) de Osamu Takahashi  Japon
- Je m'balade dans Moscou (Ya shagayu po Moskve, 1963) de Gueorgui Danielia  Union soviétique
- Sans fin (Bez końca, 1985) de Krzysztof Kieślowski  Pologne
- Sans pitié (Senza pietà, 1948) d'Alberto Lattuada  Italie
- Todo modo (1976) d'Elio Petri  Italie
- Umberto D. (1952) de Vittorio De Sica  Italie
- Une journée particulière (Una giornata particolare, 1977) de Ettore Scola  Italie[10]

### Sélections parallèles

#### Settimana Internazionale della Critica
In concorso
- Dancing With Maria de Ivan Gergolet  Italie
- Terre battue de Stéphane Demoustier  France
- The Council of Birds de Timm Kroger  Allemagne
- No One's Child (Ničije dete) de Vuk Rsumovic  Serbie
- The Coffin in the Mountain (殡棺, Binguan) de Xin Yukun  Chine
- Flapping in the Middle of Nowhere (Đập cánh giữa không trung) de Nguyễn Hoàng Điệp  Vietnam
- Villa Touma de Suha Arraf  Palestine

Fuori concorso
- The Market (Arance e martello) de Diego Bianchi  Italie
- Melbourne de Nima Javidi  Iran

#### Giornate degli Autori
Selezione ufficiale
- El 5 de talleres de Adrián Biniez  Argentine
- Return to Ithaca (Retour à Ithaque) de Laurent Cantet  France  Belgique
- Before I Disappear de Shawn Christensen  Royaume-Uni  États-Unis
- Messi de Álex de la Iglesia  Espagne
- I nostri ragazzi de Ivano De Matteo  Italie
- Les Nuits d'été de Mario Fanfani  France
- Patria de Felice Farina  Italie
- Métamorphoses de Christophe Honoré  France
- Between 10 and 12 (Tussen 10 en 12) de Peter Hoogendoorn  Belgique  France  Pays-Bas
- One on One de Kim Ki-duk  Corée du Sud
- The Farewell Party (Mita Tova) de Sharon Maymon et Tal Granit  Israël
- The Goob de Guy Myhill  Royaume-Uni
- Labour of Love (Asha Jaoar Majhe) de Adityavikram Sengupta  Inde
- They Have Escaped (He ovat paenneet) de Jukka-Pekka Valkeapää  Finlande

Miu Miu « Women’s Tales »
- #7 Spark and Light de So Yong Kim  Corée du Sud
- #8 Somebody de Miranda July  États-Unis

Eventi speciali
- 9x10 Novanta de Marco Bonfanti, Claudio Giovannesi, Alina Marazzi, Pietro Marcello, Sara Fgaier, Giovanni Piperno, Costanza Quatriglio, Paola Randi, Alice Rohrwacher, Roland Sejko  Italie
- The Show Mas Go On de Rä di Martino  Italie
- The Lack de Masbedo  Italie
- Five Star de Keith Miller  États-Unis

Premio Lux
- Class Enemy (Razredni sovraznik) de Rok Biček  Slovénie
- Ida de Paweł Pawlikowski  Pologne
- Girlhood (Bande de filles) de Céline Sciamma  France

## Palmarès

### En compétition
| Prix                                                   | Attribué à                                                                      | Pays       |
| ------------------------------------------------------ | ------------------------------------------------------------------------------- | ---------- |
| Lion d'or                                              | Un pigeon perché sur une branche philosophait sur l'existence de Roy Andersson, | Suède      |
| Lion d'argent - Grand prix du jury                     | The Look of Silence de Joshua Oppenheimer                                       | Danemark   |
| Lion d'argent du meilleur réalisateur                  | Andreï Kontchalovski pour Les nuits blanches du facteur                         | Russie     |
| Coupe Volpi pour la meilleure interprétation masculine | Adam Driver pour Hungry Hearts                                                  | États-Unis |
| Coupe Volpi pour la meilleure interprétation féminine  | Alba Rohrwacher pour Hungry Hearts                                              | Italie     |
| Prix du meilleur scénario de la Mostra de Venise       | Rakhshan Bani-Etemad et Farid Mostafavi pour Tales                              | Iran       |
| Prix Marcello-Mastroianni du meilleur espoir           | Romain Paul pour Le Dernier Coup de marteau                                     | France     |
| Prix spécial du jury                                   | Sivas de Kaan Müjdeci                                                           | Turquie    |

### Sélections parallèles
| Prix                                                       | Attribué à                                                         | Pays                                           |
| ---------------------------------------------------------- | ------------------------------------------------------------------ | ---------------------------------------------- |
| Prix Horizons du meilleur film                             | Court de Chaitanya Tamhane                                         | Inde                                           |
| Prix Horizons du meilleur réalisateur                      | Naji Abu Nowar pour Theeb                                          | Jordanie Émirats arabes unis Qatar Royaume-Uni |
| Prix spécial du jury                                       | Belluscone, una storia siciliana de Franco Maresco                 | Italie                                         |
| Prix spécial pour la meilleure interprétation              | Emir Hadžihafizbegovic pour These Are the Rules (Takva su pravila) | Croatie France Serbie Macédoine                |
| Prix Horizons du meilleur court métrage                    | Maryam de Sidi Saleh                                               | Indonésie                                      |
| Prix Luigi De Laurentiis pour la meilleure première œuvre  | Court de Chaitanya Tamhane                                         | Inde                                           |
| Prix FIPRESCI (compétition)                                | The Look of Silence de Joshua Oppenheimer                          | Danemark                                       |
| Prix FIPRESCI (Semaine de la critique internationale)      | No One's Child (Ničije dete) de Vuk Ršumović                       | Serbie                                         |
| European Short Film 2013 nommé aux Prix du cinéma européen | Daily Bread (Pat - Lehem) d'Idan Hubel                             | Israël                                         |

### Prix spéciaux
| Prix                                         | Attribué à                           | Pays       |
| -------------------------------------------- | ------------------------------------ | ---------- |
| Lion d'or pour la carrière                   | Thelma Schoonmaker Frederick Wiseman | États-Unis |
| Prix Jaeger-LeCoultre Glory to the Filmmaker | James Franco                         | États-Unis |
| Prix L'Oréal Paris                           | Valentina Corti                      | Italie     |
| Prix Persol                                  | Frances McDormand                    | États-Unis |